# Пам'ятник Веласкесу (Мадрид)
Пам'ятник Веласкесу в Мадриді (ісп. Monumento a Velázquez (Madrid)) — бронзова скульптура присвячена іспанському художнику Дієго Веласкесу. Встановлена біля головного входу до музею Прадо з нагоди відзначення трьохсотріччя від дня народження митця. 
Встановлення пам’ятника ініціювало Товариство вишуканих мистецтв (Círculo de Bellas Artes), 1893 року воно оголосило конкурс на найкращу модель монументу. Був схвалений проєкт скультора Анісето Марінаса. Пам'ятник урочисто відкрили 14 червня 1899 року.

## Опис пам'ятника
Складається з бронзової статуї Веласкеса, що сидить, та куба висотою 1,90 метра з білого каменю. На лицьовій стороні п'єдесталу прізвище "Веласкес". Бічні грані постаменту містять написи з датами "1599" та "1660" відповідно. На тильній стороні куба написано "Іспанські художники за ініціативою Товариства вишуканих мистецтв — 1899".